# San Pietro
San Pietro je gora na francoskem otoku Korzika. Nahaja se v departmaju Corse-du-Sud (Južna Korzika). Visoka je 1400 metrov. 
Gora je bila leta 1981 prizorišče letalske nesreče slovenskega prevoznika Inex-Adrie.